# Walnut Street Theatre

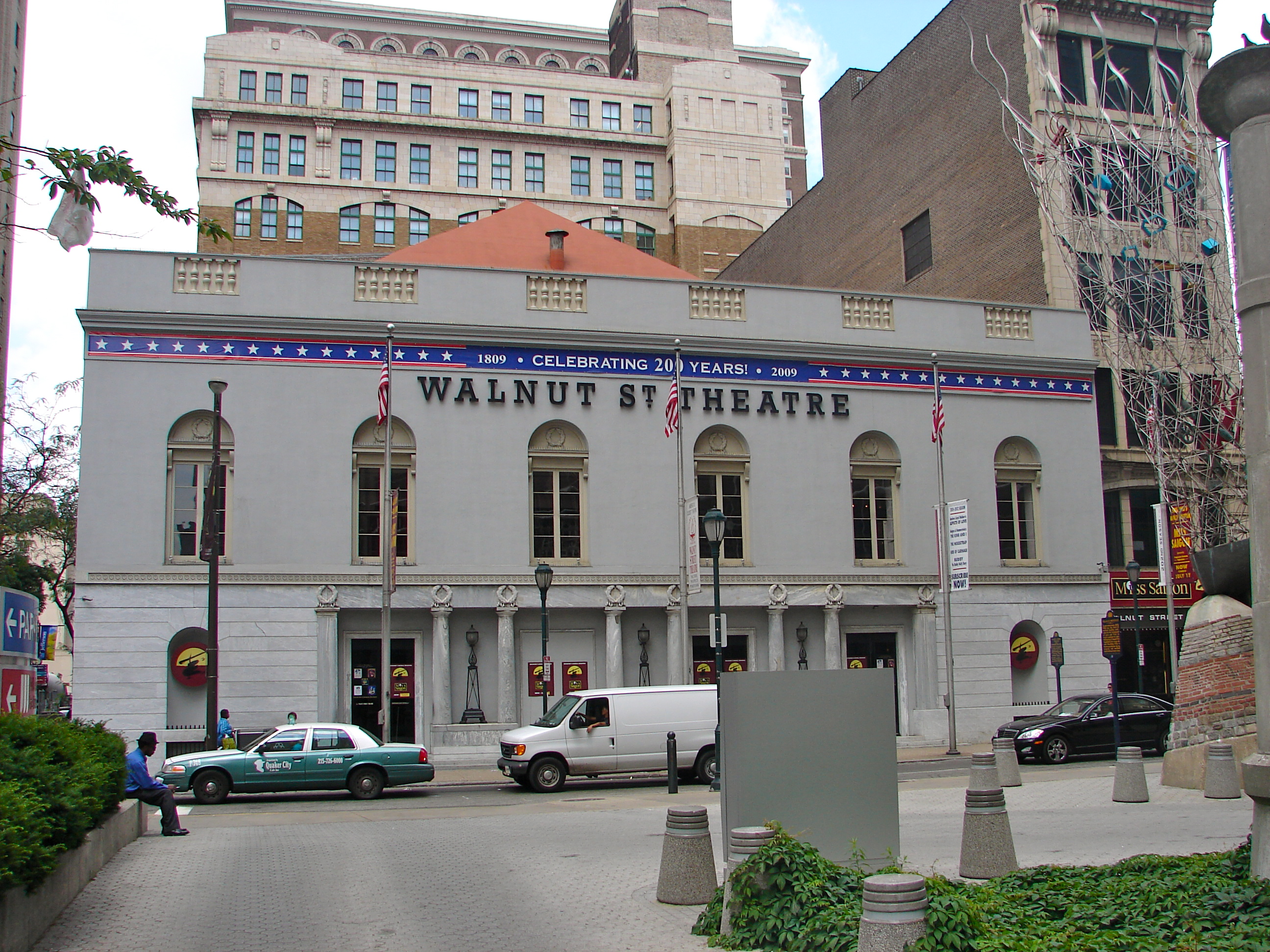
Le Walnut Street Theatre en 2011

Le Walnut Street Theatre est une salle de théâtre historique de Philadelphie (Pennsylvanie), inaugurée en 1809, inscrit au Registre national des lieux historiques en 1996.

## Histoire
Le Walnut Street Theatre,  est souvent cité comme étant la plus ancienne salle américaine destinée de façon permanente au théâtre, en fait il s'agit de la seconde salle de théâtre après le Southwark Theatre (appelé également Old Southwark Theatre) de Philadelphie inauguré en 1766,. Il s'agit de façon plus précise de la première salle de théâtre construite après la Guerre d'Indépendance, entièrement destinée au théâtre construite par des citoyens américains  dans le nouvel État, inaugurée en 1809.

### Contexte
Après la guerre d'Indépendance, grâce à George Washington, grand amateur de théâtre, les lois concernant le théâtre  et les représentations théâtrales sont libéralisées. Des acteurs d'origine britanniques sont restés et constituèrent le noyau qui formera les différentes compagnies de théâtre américaines comme la Old American Company, première compagnie à effectuer des tournées de tournées sur différentes villes continent américain. La libéralisation favorise la multiplication des représentations en différentes villes, comme Philadelphie, Baltimore, Savannah, Richmond, Annapolis, etc. 
De multiples salles de spectacles s'édifient, en 1794, Thomas Wignell commence la construction du Chestnut Street Theatre à Philadelphie, la même année, le premier théâtre est construit à Boston, plus tard, en 1798, est inauguré le Park Theatre à New York.

### Les débuts
C'est à l'initiative de la compagnie de spectacle le Circus of Pepin and Breschard que se construit le Walnut Street Theatre.

### Acteurs et actrices qui s'y sont produits
Edwin Forrest, Dion Boucicault, Matilda Heron (en), Rachel, Laura Keene, Edwin Booth, Emma Drew Barrymore, Lotta Crabtree (en), Buffalo Bill Cody, Fanny Davenport (en), Lillie Langtry, Joseph Jefferson, Lionel Barrymore, James O'Neill, Ethel Barrymore, Evelyn Nesbit, Douglas Fairbanks, Will Rogers, W.C. Fields, Sophie Tucker, Edward Everett Horton, etc., plus récemment Jennifer Hope Wills (en), Gregory Hines, Lynnie Godfrey (en)John Randolph, Chita Rivera, Twyla Tharp, Kevin Scott Greer, Eric Kunze (en), Rachel York, Alexandra Silber (en), 

#### Premières mondiales
- 1983 : A Perfect Gentleman, par Herbert Appleman[13]
- 1987 : Dusky Sally, par Granville Burgess[14]
- 1994 : Italian Funerals And Other Festive Occasions, par John Miranda
- 1998 : Hotel Suite, par Neil Simon
- 2001 : Camila, A New Musical, par Lori McKelvey
- 2002 : Great Expectations, par Charles Dickens, Adaptation de Mark Clements
- 2009 : The Eclectic Society, par Eric Conger

#### Premières américaines
- 1989 : The Hired Man, par Melvyn Bragg et Howard Goodall
- 1990 : Family Affair, par Alexander Ostrovsky
- 1992 : The Old Devils, par Robin Hawdon[15]
- 1994 : Lust, par The Heather Brothers
- 1995 : Blood Money, par The Heather Brothers[16]
- 2012 : Love Story, The Musical, par Erich Segal, Stephen Clark, Howard Goodall